# الانتخابات الرئاسية الكورية الجنوبية 1987
الانتخابات الرئاسية الكورية الجنوبية 1987 هي انتخابات رئاسية ‏ جرت في 16 ديسمبر 1987، في كوريا الجنوبية، لانتخاب رئيس كوريا الجنوبية.
فاز بالانتخابات روو تاي وو، وحصل على 8,282,738 صوتاً، وقد بلغت عدد الإصوات المقبولة في الانتخابات 23,066,419 صوتاً.

## المرشحين
| المرشح          | الحزب | عدد الأصوات | عدد المقاعد |
| --------------- | ----- | ----------- | ----------- |
| روو تاي وو      |       | 8,282,738   |             |
| كم يونغ سام     |       | 6,337,581   |             |
| كم داي جنغ      |       | 6,113,375   |             |
| Kim Jong-pil ‏   |       | 1,823,067   |             |
| Shin Jeong-yil ‏ |       | 46,650      |             |
| Hong Sook-ja ‏   |       |             |             |
| Paek Ki-wan ‏    |       |             |             |